# NGC 2796
NGC 2796 is een spiraalvormig sterrenstelsel in het sterrenbeeld Kreeft. Het hemelobject werd op 13 maart 1785 ontdekt door de Duits-Britse astronoom William Herschel.

## Synoniemen
- UGC 4893
- MCG 5-22-29
- ZWG 151.42
- NPM1G +31.0156
- PGC 26178